# Arnold Böcklin (carattere)
Arnold Böcklin è un tipo di caratteri disegnato nel 1904 by Otto Weisert. È chiamato così in onore di Arnold Böcklin, un pittore simbolista svizzero morto nel 1901.
È probabilmente il più conosciuto dei caratteri dell'Art Nouveau.
Il font è ritornato di moda negli anni sessanta e settanta quando fu utilizzato dai seguaci del movimento hippie che erano affascinati dalle forme sinuose, delicate, psichedeliche. L'influenza di questo font è visibile nei lavori di illustratori come Roger Dean e di artisti stucchisti come Paul Harvey.
Questo carattere fu utilizzato in una delle prime versioni del software Corel Draw con il nome di "Arabia". Nonostante il font abbia poco in comune con le lettere arabe, finì per essere utilizzato con temi connessi all'Oriente, da ristoranti con menù a base di Kebap a negozi di generi coloniali.